# Barnum & Ringling, Inc.
Barnum & Ringling, Inc. é um filme de curta-metragem de comédia mudo produzido nos Estados Unidos em 1928 e dirigido por Robert F. McGowan.